# Maylandia estherae
Maylandia estherae (Synonym: Pseudotropheus estherae, Metriaclima estherae) ist ein afrikanischer Buntbarsch, der endemisch an der Ostküste des ostafrikanischen Malawisee vorkommt, vor allem am mosambikanischen Abschnitt der Küste. Das Verbreitungsgebiet reicht südlich nur wenig über die Grenze nach Malawi. Maylandia estherae gehört zu den Mbuna und lebt an den Felsküsten des Sees. Wie andere Mbuna ernährt er sich von Algen und ist ein Maulbrüter. Da die Art stark unter dem Fang zur Aquarienhaltung leidet gilt sie als gefährdet (Vulnerable).

## Systematik
Der Buntbarsch wurde erst 1995 durch den niederländischen Ichthyologen Ad Konings als Pseudotropheus estherae wissenschaftlich beschrieben, war vorher aber schon in der Aquaristik bekannt und galt als rote Farbmorphe von Pseudotropheus zebra (heute Maylandia zebra). Da beide Buntbarsche aber sympatrisch vorkommen, wurde der „Rote Zebra“ schließlich zu einer eigenständigen Art erklärt und nach Esther Grant, der Frau des Zierfischexporteurs Stuart Grant benannt. Typuslokalität ist das Minos Reef 7 km vor der mosambikanischen Küste. Die Typusexemplare werden im Königlichen Museum für Zentral-Afrika im belgischen Tervuren aufbewahrt.

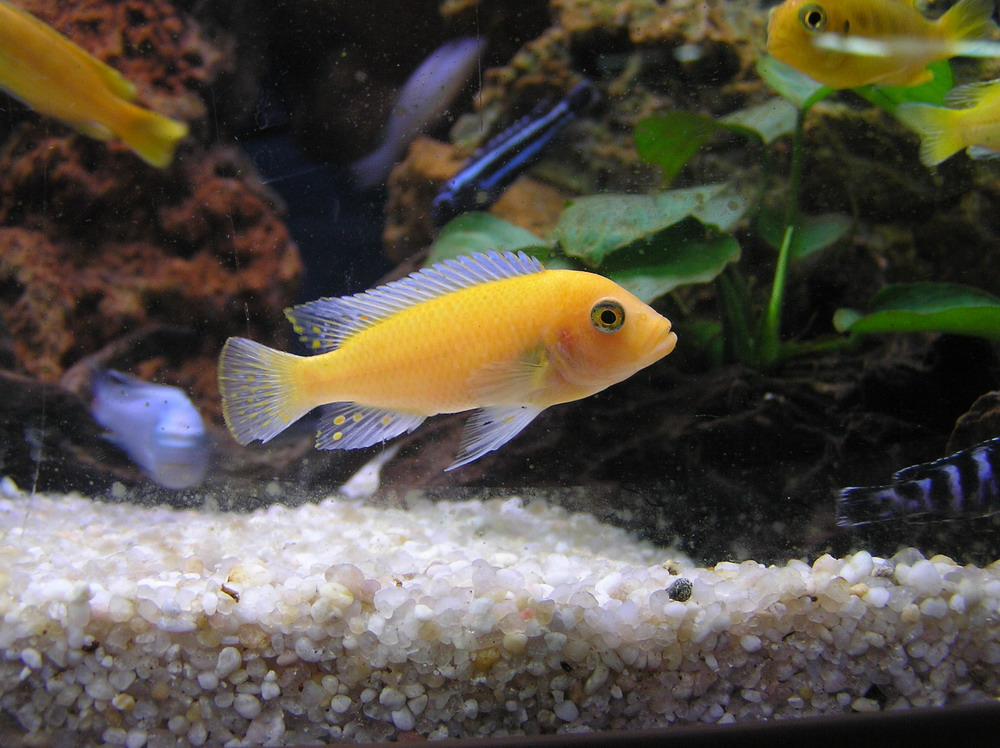
Weibchen

## Merkmale
Maylandia estherae wird maximal 11 bis 13 Zentimeter lang, bleibt meist aber bei einer Länge von höchstens 10 Zentimeter. Die Standardlänge liegt beim 2,6 bis 3,1-fachen der Körperhöhe und beim 3 bis 3,3-fachen der Kopflänge. Das Maul ist endständig, wobei der Unterkiefer leicht vorsteht. In beiden Kiefern stehen die Zähne in drei bis vier Reihen dicht zusammen. Die Zähne der äußeren Reihe sind zweispitzig, die der inneren dreispitzig. Einige Zähne sind auch bei geschlossenem Maul sichtbar. Dies, die dickeren Lippen und die Färbung unterscheidet Maylandia estherae von der morphologisch sehr ähnlichen Art Maylandia callainos. Auf dem unteren Abschnitt des vorderen Kiemenbogens finden sich 11 bis 13 Kiemenrechen. Auf den Körperseiten zählt man in einer mittleren Längsreihe 30 bis 31 Schuppen. Die Rückenflosse wird von 16 bis 17 Stachelstrahlen und 9 bis 10 Weichstrahlen gestützt, bei der Afterflosse sind es 3 Stachelstrahlen und 8 Weichstrahlen. 
Im Unterschied zu fast allen anderen Buntbarschen aus der Gattung Maylandia zeigt Maylandia estherae keine oder kaum sichtbaren Querstreifen auf den Körperseiten. Am hinteren Rand der Rückenflosse finden sich bei den Männchen hingegen einige an die Eiflecke der Afterflosse erinnernde Augenflecke, ein Merkmal, das abgesehen von der OB-Morphe von Maylandia zebra bei keiner anderen beschriebenen Maylandia-Art bekannt ist.
Maylandia estherae ist eine polymorphe Art, die in mehreren Farbmorphen auftritt. 
- B-Morphe: Die Männchen sind blau bis hellblau mit angedeutetem Querstreifenmuster. Die Weibchen sind schlicht dunkelbraun oder braun-beige (diese Morphe ist in der Aquaristik weitgehend unbekannt, da sie kaum exportiert wird).
- O-Morphe: Die Männchen sind rosa bis weißlich, die Weibchen sind kräftig orange bis rot gefärbt. Auch die Flossen, mit Ausnahme der Brustflossen sind orange.
- OB-Morphe: Männchen und Weibchen sind orange-schwarz gefleckt.

Die Flossenspitzen der Bauchflossen und der Afterflosse sind bei allen Farbformen meistens bläulich. Auf der Afterflosse befinden sich bis zu elf gelbe Eiflecken.

## Lebensweise
Maylandia estherae lebt an der sedimentarmen bis sedimentfreien Felsküste, die meisten Exemplare oberhalb einer Tiefe von zehn Metern. Die Männchen sind territorial und verteidigen Reviere, die einen Durchmesser von etwa einen Meter haben. Die Fische ernähren sich vom Algenaufwuchs der Felsen, wobei sie beim Fressen einen Winkel von etwa 90° zum Substrat einnehmen. Wie fast alle Buntbarsche des Malawisees sind sie Maulbrüter.